# Occirhenea georgiana
Occirhenea georgiana es una especie de molusco gasterópodo de la familia Rhytididae en el orden Stylommatophora. Es endémica de Australia.